# Acantholimon faustii
Acantholimon faustii är en triftväxtart som beskrevs av Ernst Rudolf von Trautvetter. Acantholimon faustii ingår i släktet Acantholimon och familjen triftväxter. Inga underarter finns listade i Catalogue of Life.